# Rockensußra
Rockensußra ist ein Ortsteil der Stadt Ebeleben in Thüringen.

## Lage

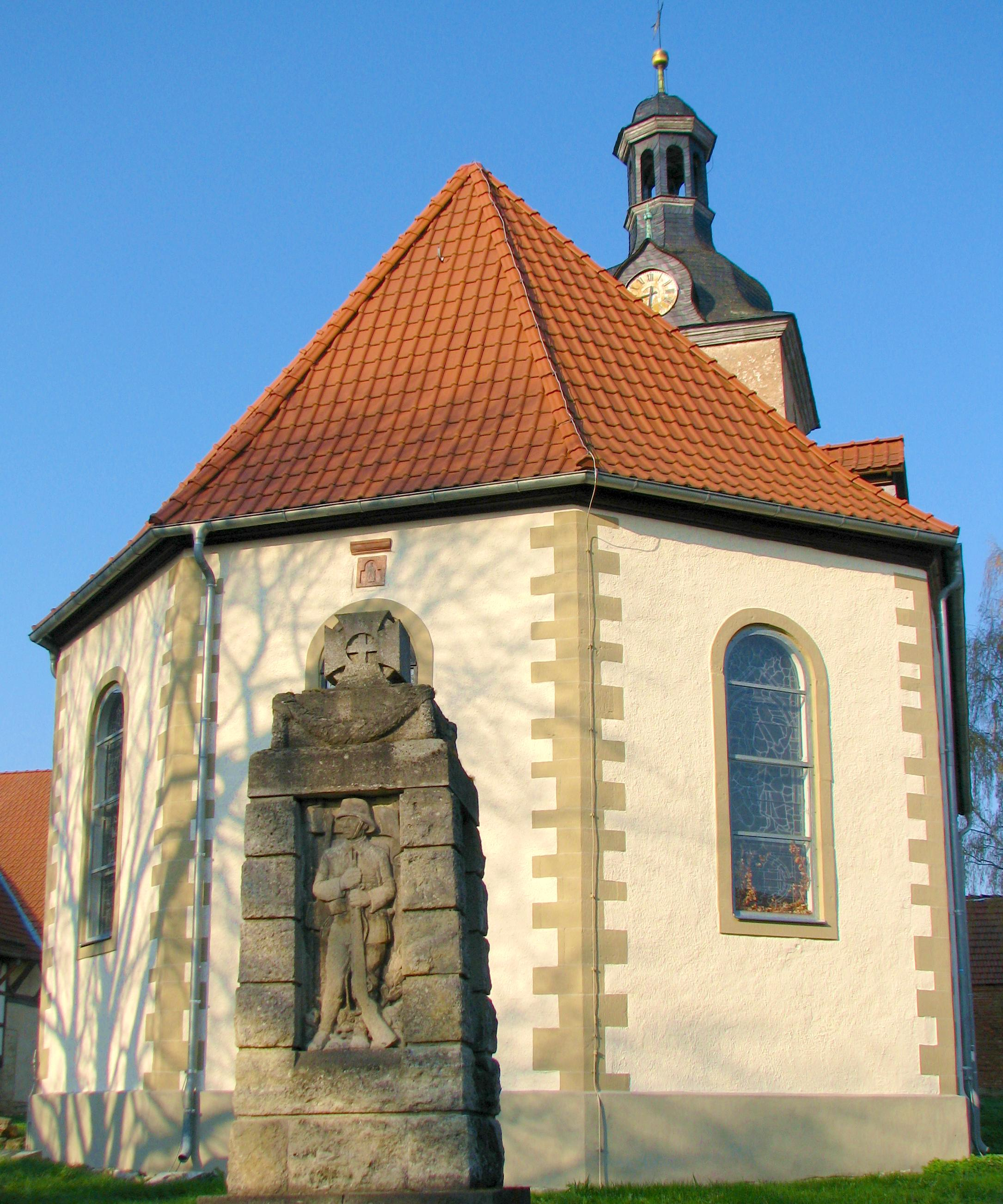
Sankt-Petri-Kirche und Gefallenendenkmal

Der ländlich geprägte Ort liegt etwa 2 km südwestlich von Ebeleben inmitten einer intensiv ackerbaulich genutzten Feldflur. Im Norden wird Rockensußra von der stillgelegten Bahntrasse Mühlhausen–Ebeleben tangiert, im Süden von der Bundesstraße 249. Die bauliche Substanz des Kernortes ist von Fachwerkgehöften geprägt.

## Geschichte
Zu Beginn des 9. Jahrhunderts wird Sußra in einem Verzeichnis der von Erzbischof Lullus († 786) von Mainz für das Kloster Hersfeld von Freien verliehenen Gütern erstmals urkundlich als Suzare erwähnt. Am 12. Mai 1279 ist zu Rockensußra im Urkundenbuch Erfurter Stifter I 490 die urkundliche Ersterwähnung der Ansiedlung Rockensußra archiviert worden. Danach gehörte der Ort über Jahrhunderte den Herren von Ebeleben. 1720 wurde der Neubau der Sankt-Petri-Kirche errichtet. 1897 erhielt der Ort über die Bahnstrecke Ebeleben–Mühlhausen einen Bahnanschluss, allerdings wurde der Personenverkehr auf dem Abschnitt Ebeleben–Schlotheim 1974 eingestellt. Seit 1994 ist Rockensußra Teil der Einheitsgemeinde Ebeleben.

## Wirtschaft

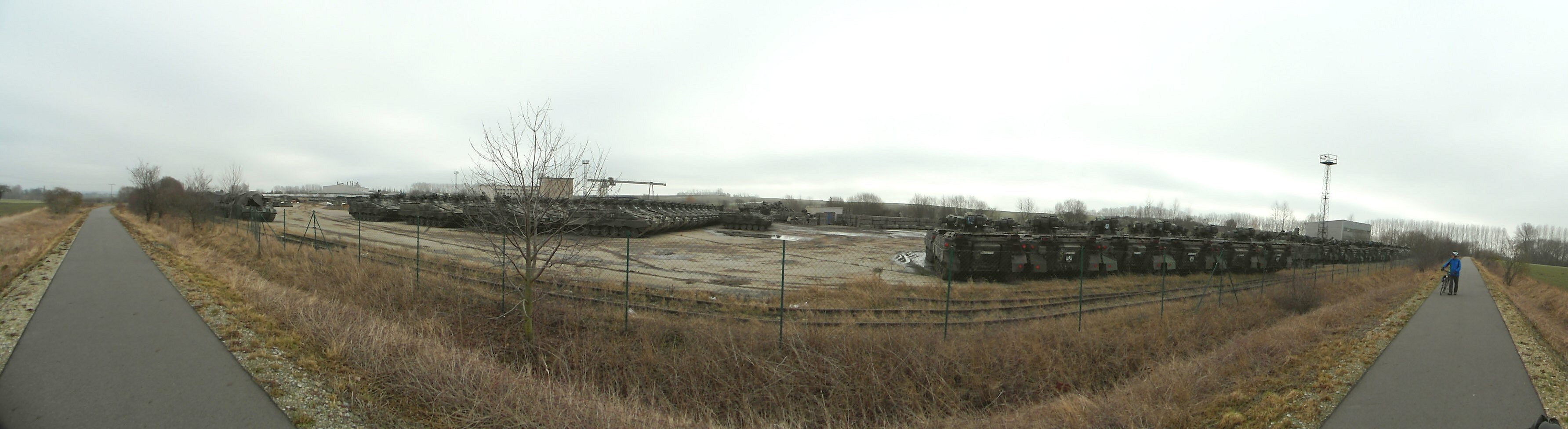
Der Unstrut-Werra-Radweg bei Rockensußra

Westlich des Ortes befindet sich auf einem 5,6 Hektar großen Gelände der seit 2016 zu Krauss-Maffei Wegmann gehörender Betrieb zur Zerlegung von Kampfpanzern, Battle Tank Dismantling.
Hier wurden (Stand Anfang 2016) seit 1991 und besonders seit dem Inkrafttreten des KSE-Vertrags 1992 annähernd 16.000 Militärfahrzeuge aus mehreren europäischen Armeen verschrottet, darunter 1800 Kampfpanzer und knapp 6000 weitere gepanzerte Rad- und Kettenfahrzeuge.